# Partido Popular pela Reconstrução e Democracia
O Partido Popular pela Reconstrução e Democracia (Parti du Peuple pour la Reconstruction et la Démocratie, ou PPRD) é um partido político de esquerda da República Democrática do Congo. É uma estrutura política estabelecida pelo ex-presidente do país, Joseph Kabila.
Na eleição geral de 2006, o PPRD ganhou 111 dos 500 assentos na câmara baixa do parlamento e se tornou o maior partido no parlamento. A eleição geral de 2006 foi a primeira eleição livre desde de 1960. Em 27 novembro 2006, o candidato presidencial apoiado pelo PPRD, Joseph Kabila, foi declarado o vencedor da eleição presidencial de 2006, pela Suprema Corte da Justiça. Na eleições do Senado em 19 de janeiro de 2007, o partido ganhou 22 dos 108 assentos.
O partido também se formou parte da Aliança da Maioria Presidencial, qual é o bloco majoritário na Assembleia Nacional.